# Lagocephalus suezensis
Lagocephalus suezensis es una especie de peces de la familia Tetraodontidae en el orden de los Tetraodontiformes.

## Morfología
Los machos pueden llegar a alcanzar los 18 cm de longitud total.

## Hábitat
Es un pez de mar, de clima templado y demersal.

## Distribución geográfica
Se encuentra en Suez.

## Observaciones
Es inofensivo para los humanos.